# Magdalena van Brandenburg (1412-1454)

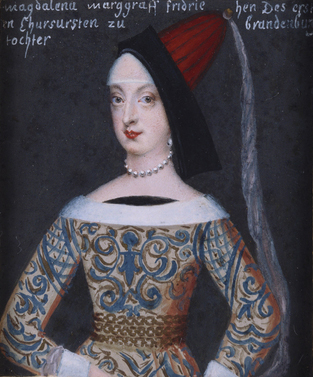
Magdalena van Brandenburg

Magdalena van Brandenburg (circa 1412 - Scharnebeck, 27 oktober 1454) was van 1434 tot aan haar dood hertogin-gemalin van Brunswijk-Lüneburg. Ze behoorde tot het huis Hohenzollern.

## Levensloop
Magdalena was een dochter van keurvorst Frederik I van Brandenburg en Elisabeth van Beieren, dochter van hertog Frederik. Ze was de zus van keurvorsten Frederik II en Albrecht Achilles van Brandenburg.
Op 3 juli 1429 huwde ze in Tangermünde met Frederik II (1418-1478), die vanaf 1434 hertog van Brunswijk-Lüneburg was. Het huwelijk was gearrangeerd door keizer Sigismund, net als dat van haar zus Cecilia met hertog Willem I van Brunswijk-Wolfenbüttel. Beide koppels werden op 3 maart 1420 met elkaar verloofd. Magdalena bracht een bruidsschat van 10.000 Rijnse gulden in het huwelijk en kreeg als weduwdom het kasteel van Bodenteich toegewezen. Later kreeg ze als weduwgoed echter de stad en het kasteel van Lüchow toegewezen. Ze stierf in oktober 1454 op 42-jarige leeftijd.

## Nakomelingen
Magdalena kreeg samen met haar echtgenoot Frederik II vier kinderen:
- Bernhard II (1437-1464), bisschop van Hildesheim en hertog van Brunswijk-Lüneburg
- Otto II (1439-1471), hertog van Brunswijk-Lüneburg
- Godfried (1441-1465)
- Margaretha (1442-1512), huwde in 1452 met hertog Hendrik van Mecklenburg-Stargard